# Список церков Антарктиди
Список церков Антарктиди — перелік християнських храмів, що розташовані південніше 60-ї паралелі. На Антарктиді розташовано 8 церков. Ще дві знаходяться на островах північніше 60 паралелі.

## Список
| Назва                                        | Конфесія                      | Розташування                            | Рік відкриття                         | Зображення | Примітки |
| -------------------------------------------- | ----------------------------- | --------------------------------------- | ------------------------------------- | --- | -------- |
| Каплиця Богоматері Сніжної                   | католицька                    | Бельграно II, нунатак Бертраб           | після 1979                            | – | [ 2 ]    |
| Каплиця святого Франциска Ассизького         | католицька                    | Есперанса, Гоуп-Бей                     | 1976                                  | – | [ 3 ]    |
| Каплиця Святої Марії Королеви Миру           | католицька                    | Вілья-лас-Естрельяс, Кінг-Джордж        | ?                                     | A white building with a black roof, a small porch, and a double height central tower topped with a white cross | [ 3 ]    |
| Каплиця Пресвятої Богородиці Луханської      | католицька                    | Марамбіо, о. Сеймур                     | 1996                                  | – | [ 4 ]    |
| Церква Снігів                                | позаконфесійне християнство   | Мак-Мердо, Острів Росса                 | 1956 зруйнована 1978 відбудована 1989 | A low slung white and blue clapboard building with a single central steeple.                                   | [ 5 ]    |
| Каплиця святого Івана Рильського             | Болгарська православна церква | Святий Климент Охридський, о Лівінгстон | 2003 перебудована 2011                | A small red Quonset Hut sittign on a concrete and metal pilings and topped with a cross sits among grey rocks. | [ 6 ]    |
| Каплиця святого Володимира                   | Православна церква України    | Академік Вернадський, Галіндез          | 2010–2011                             | – | [ 1 ]    |
| Церква Святої Трійці                         | Російська православна церква  | о. Кінг-Джордж                          | 2004                                  | A small but detailed wooden structure built with a front staircase and topped with two onion domes.            | [ 7 ]    |
| Норвезька лютеранська церква Церква китобоїв | Церква Норвегії               | Грютвікен, Південна Джорджія            | 1913                                  | A white wooden church nestled within snow-covered mountains.                                                   | [ 8 ]    |
| Нотр-Дам-де-Ван                              | католицька                    | Порт-о-Франсе, Кергелен                 | 1950-ті                               | A white concrete church with a skeletal bell tower and thickly leaded stained glass.                           | [ 3 ]    |